# Journal intime
Journal intime es el álbum de estudio debut de la cantante francesa Aya Nakamura. Fue lanzado el 25 de agosto de 2017 por Warner Music France. El álbum cuenta con participaciones especiales de MHD, Jizo Djohn P., Dadju, Gradur y Lartiste. El álbum fue precedido con seis sencillos: «Brisé», «Oublier», «Super Héros», «Comportoment», «Oumou Sangaré», y «Angela». Los cuales todos llegaron a las listas de éxito en Francia.

## Promoción
Hizo un concierto en el estadio Modibo-Keïta de Bamako, como telonera del cantante estadounidense-nigeriano Davido. Y dedicó una canción a uno de los cantantes malienses más famosos, Oumou Sangaré, que nació en Bamako como ella. En enero de 2016, la cantante firmó un contrato con Rec. 118, un sello de Warner Music Francia.[cita requerida] Durante el mismo año continuó haciendo colaboraciones y lanzó su segundo sencillo «Super Héros», con el rapero Gradur. El 23 de septiembre de 2017 participó en La Nuit du Mali en Bercy organizada por Wati-Boss, Dawala para celebrar el Día de la Independencia de Mali en París. Compartió escenario con Oumou Sangaré y otros artistas malienses como Cheick Tidiane Seck, Lassana Hawa y Mokobé, entre otros.[cita requerida]

## Lista de canciones
| Journal intime: Lista de sencillos |                                               |                    |          |  |
| N.º                                | Título                                        | Productor(es)      | Duración |  |
| 1.                                 | «Angela»                                      | Christopher Ghenda | 2:48     |  |
| 2.                                 | «Oumou Sangaré»                               | Christopher Ghenda | 3:13     |  |
| 3.                                 | «Debout»                                      | Christopher Ghenda | 2:36     |  |
| 4.                                 | «Karma»                                       | Christopher Ghenda | 3:06     |  |
| 5.                                 | «Problèmes» (featuring MHD)                   | Christopher Ghenda | 3:20     |  |
| 6.                                 | «Réponds»                                     | Christopher Ghenda | 2:49     |  |
| 7.                                 | «Brisé»                                       | Christopher Ghenda | 3:42     |  |
| 8.                                 | «Fuego»                                       | Christopher Ghenda | 3:47     |  |
| 9.                                 | «Je n'ai pas besoin de toi» (featuring Dadju) | Christopher Ghenda | 3:05     |  |
| 10.                                | «Comportement»                                | Christopher Ghenda | 2:52     |  |
| 11.                                | «Soirée parisienne» (featuring Jizo Djohn P.) | Christopher Ghenda | 5:58     |  |
| 12.                                | «Jalousie» (featuring Lartiste)               | Christopher Ghenda | 3:00     |  |
| 13.                                | «Papys»                                       | Christopher Ghenda | 2:49     |  |
| 14.                                | «Si tu savais»                                | Christopher Ghenda | 2:56     |  |
| 15.                                | «Oprhelin» (featuring Keblack)                | Christopher Ghenda | 3:35     |  |
| 16.                                | «Super héros» (featuring Gradur)              | Risbo              | 3:33     |  |
| 17.                                | «Oublier»                                     | Dany Synthé        | 3:30     |  |
| 18.                                | «J'ai mal (Pt. 2)»                            | Christopher Ghenda | 3:10     |  |
| 19.                                | «Moi»                                         | Christopher Ghenda | 2:36     |  |

## Gráficos
| Cuadro (217)                | Mejor posición |
| --------------------------- | -------------- |
| Bélgica (Ultratop flamenca) | 134            |
| Bélgica (Ultratop valona)   | 34             |
| Francia (SNEP)              | 6              |

## Certificaciones
- Oumou Sangaré   Oro[5]
- Problèmes (feat. MHD)   Oro[5]
- Brisé   Oro[5]
- Fuego (feat. Dadju)   Oro[5]
- Comportement   Diamante[5]
- J'ai mal (Pt. 2)   Oro[5]